# Обжерка карпатська
Обжерка карпатська (Mastus bielzi), або хондруля Більца — вид черевоногих з родини Enidae. Раніше відносили до роду Chondrula.
Занесено до Червоної книги України.

## Морфологічні ознаки
Черепашка рогова, конічна, з 7,5-8,5 обертами. Висота черепашки — 16-21 мм, ширина — 7,5-9,5 мм.

## Поширення
Південні Карпати, Трансильванія, Українські Карпати.

## Особливості біології
Букові, рідше дубові ліси.

## Загрози та охорона
Загрози: загибель особин виду при лісогосподарських роботах та випасанні худоби.
Заходи з охорони не розроблені.